# Betonningsmagazijn (Enkhuizen)
Het voormalige betonningsmagazijn in de Nederlandse plaats Enkhuizen was een opslag voor materialen ten behoeve van de betonning van de Zuiderzee (later IJsselmeer). De loodsen die er nu nog staan, aan de Bierkade, dateren van rond 1900 en zijn niet meer voor hun oorspronkelijke bestemming in gebruik.
De oorsprong van het magazijn is gelegen in de Nederlandse Opstand, het begin van de Tachtigjarige Oorlog. Omdat de stad Enkhuizen zich in 1572 als een van de eerste steden achter de Prins van Oranje schaarde, kreeg ze in 1574 het zogeheten paalkistrecht toegewezen; dat wil zeggen dat Enkhuizen exclusief verantwoordelijk werd voor de betonning van de Zuiderzee en in ruil daarvoor tol mocht heffen van alle schepen op de Zuiderzee. Enkhuizen nam dit lucratieve privilege over van Amsterdam, dat zich toen nog aan Spaanse zijde bevond.
Na de aanleg van het Noordhollandsch Kanaal nam de grote scheepvaart op de Zuiderzee af, waardoor het paalkistrecht in zijn oorspronkelijke vorm niet meer rendabel was. Het Rijk nam de taken over, maar het magazijn bleef in Enkhuizen. In 1853 werd het als 's Rijks Algemeen Betonningsmagazijn verantwoordelijk voor het vervaardigen en repareren van alle betonning voor het Loodswezen. Rond 1900 werd een nieuw magazijn aan de Bierkade gebouwd; dit zijn de loodsen die er nog steeds staan. In 1914 is het magazijn gebruikt voor de opvang van Belgische evacués.
In 1909 werd de werkplaats gesloten, maar het onderhoud werd hier nog tot in de jaren zeventig uitgevoerd. De loodsen zijn in 1996 als rijksmonument aangewezen.